# Enric II de Baviera
Enric II de Baviera (951-995), anomenat el Barallós o el Busca-raons (en alemany Heinrich der Zanker), era fill d'Enric I de Baviera i de Judit de Baviera i en setena generació descendent de Carlemany. Fou duc de Baviera (955-976 i 985-995) i duc de Caríntia (989-995).
Va succeir al seu pare (955) a l'edat de quatre anys, sota la tutela de la seva mare Judit. Enric es va casar amb Gisela de Borgonya, una neboda de l'emperadriu Adelaida. Poc després de la mort de l'emperador Otó I el 973, va començar el conflicte: Enric II, no satisfet amb Baviera, va reclamar també el ducat de Suàbia a la mort del seu cunyat el duc Burcard III (finals del 973), aprofitant les dificultats del nou emperador, el seu cosí Otó II, per consolidar-se al tron. Les seves demandes van ser rebutjades, quan l'emperador Otó II va nomenar duc de Suàbia al seu nebot Otó I de Suàbia. Enric II va resoldre el 974 expulsar a Otó II del tron d'Alemanya però va ser fet presoner a Ingelheim; no obstant es va escapar i va promoure una rebel·lió a Baviera; Otó II va marxar contra Regensburg, i el duc Enric el Barallós va ser deposat el 976. El Luitpolding Enric el Jove finalment va obtenir una compensació, quan l'emperador va separar la marca de Caríntia del ducat de Baviera i va erigir Caríntia en ducat per dret propi ((amb la Marca de Verona com a dependent). Enric va rebre el nou ducat en feu, amb el nom d'Enric I de Caríntia. El seu pare Bertold de Baviera (937-947) ja havia rebut efímerament el títol de duc de Caríntia del rei Enric I d'Alemanya l'any 927. La part que restava del ducat de Baviera va passar a l'otonià duc Otó I de Suàbia, mentre que Leopold de Babenberg va ser investit amb la Marca Oriental de Baviera o Marca d'Àustria.
En 978, però va esclatar una nova revolta contra l'emperador, l'anomenada guerra dels Tres Enrics, instigada pel duc de Baviera Enric II el Barallós, el bisbe Enric I d'Augsburg, i el duc de Caríntia Enric I. Juntament amb les forces del duc Boleslau II de Bohèmia els rebels van ocupar la ciutat bavaresa de Passau, però van ser derrotats per les tropes de l'emperador. En la Dieta de Pasqua feta a Magdeburg, Otó II va deposar Enric el Jove i com havia fet dos anys abans amb Enric II, li va confiscar el seu ducat de Caríntia que va cedir en feu al seu nebot Otó I de Caríntia conegut també com a Otó de Worms. Tots els ducats del sud d'Alemanya - Suàbia, Baviera i Caríntia - estaven llavors en mans dels parents de l'emperador.
Afeblit per la seva derrota contra els Kàlbides o Banu Kalb de Sicília en la batalla de Stilo el 982, l'emperador Otó II, després de la mort del duc Otó I de Suàbia i de Baviera, va cridar a Enric el Jove del desterrament el 983 i li va concedir el ducat de Baviera a la Dieta de Verona, governant com Enric III de Baviera. Però Enric II de Baviera el Barallós va impugnar aquest acord i va mantenir la seva reclamació sobre el ducat de Baviera tot i estar empresonat; l'emperador va morir en el mateix any i Enric el Barallós fou alliberat del seu captiveri i va tractar una vegada més d'usurpar el tron alemany segrestant el futur Otó III. L'intent va fracassar, però poc temps després, l'emperadriu Teòfana, en nom del seu fill menor d'edat Otó, es va reconciliar amb el Barallós el 985 i li va retornar el ducat de Baviera. Enric III va haver de renunciar al ducat rebent en compensació el ducat de Caríntia, al qual Otó I de Worms fou forçat a renunciar a canvi de certes compensacions. El 989 a la mort d'Enric el Jove sense fills va rebre també Caríntia.
Va morir el 989 i el va succeir el seu fill Enric IV futur emperador.

## Matrimoni i fills
Del seu enllaç amb Gisela de Borgonya va deixar tres fills:
- Enric dit el Sant (971–1024), que el va succeir al ducat de Baviera com a Enric IV de Baviera (995-1005 i 1009-1017), i fou emperador (1002-1024) com Enric II
- Bruno († 1029), Bisbe d'Augsburg
- Gisela, casada amb Esteve I d'Hongria el Sant